# Bulbophyllum fasciatum
Bulbophyllum fasciatum är en orkidéart som beskrevs av Rudolf Schlechter. Bulbophyllum fasciatum ingår i släktet Bulbophyllum och familjen orkidéer. Inga underarter finns listade i Catalogue of Life.